# Рука в жилете

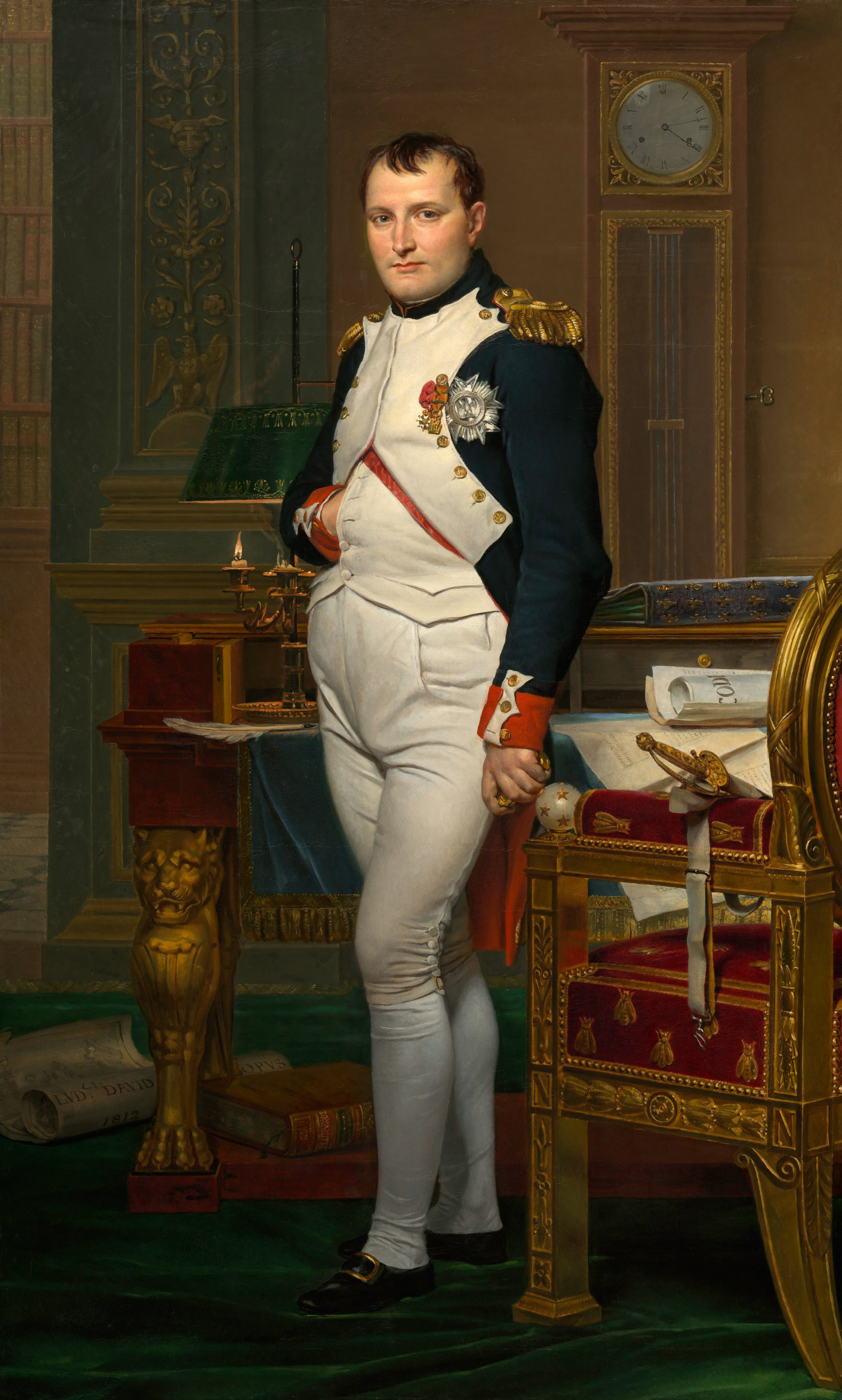
Наполеон в своем кабинете, 1812, демонстрирует позу «рука в жилете».

Рука в жилете, рука в мундире, также скрытая рука — поза, встречающийся в портретной живописи XVIII—XIX веков. Появилась в 1750-х годах, символизирует лидерство в спокойной и твердой форме. Чаще всего ассоциируется с Наполеоном I из-за использования этой позы на нескольких портретах, выполненных его художником Жаком-Луи Давидом, среди которых картина «Наполеон в своем кабинете» 1812 года. Поза, которую считали величественной, была скопирована другими художниками-портретистами Европы и Америки. На большинстве картин и фотографий в жилет или жакет спрятана правая рука, но также встречается спрятанная левая рука. Эта поза часто встречается на фотографиях середины XIX века.

## История
Поза восходит к классическим временам: Эсхин, основатель школы риторики, считал, что выступать с рукой вне хитона — это дурной тон. Арлин Мейер в своем эссе «Re-Dressing Classical Statuary: The Eighteenth-Century 'Hand-in-Waistcoat' Portrait» отмечает, что эта поза использовалась в британской портретной живописи XVIII века как символ воспитанности позирующего. В «Книге благородного поведения» Франсуа Нивелона от 1738 года отмечено, что поза «рука в жилете» символизирует «мужественную смелость, умеренную скромностью».

## В фотографии
С изобретением фотографии, позу продолжали использовать, но, возможно, еще и для предотвращения смазывания, позволяя удерживать руку позирующего в одном положении. Позу часто можно видеть на фотографиях военнослужащих, в том числе нескольких фотографиях времен Гражданской войны в США, также поза могла быть лишь обозначена тремя расстегнутыми пуговицами мундира.

## Галерея

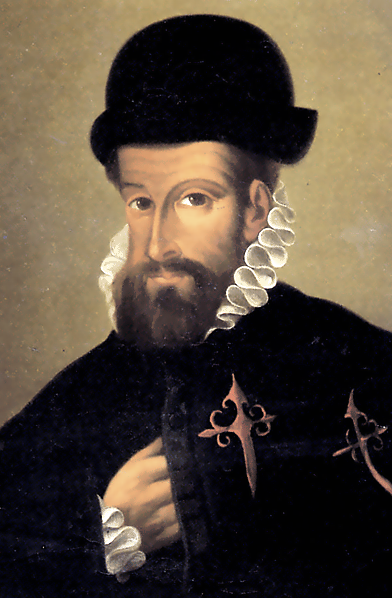
Франсиско Писарро, испанский конкистадор
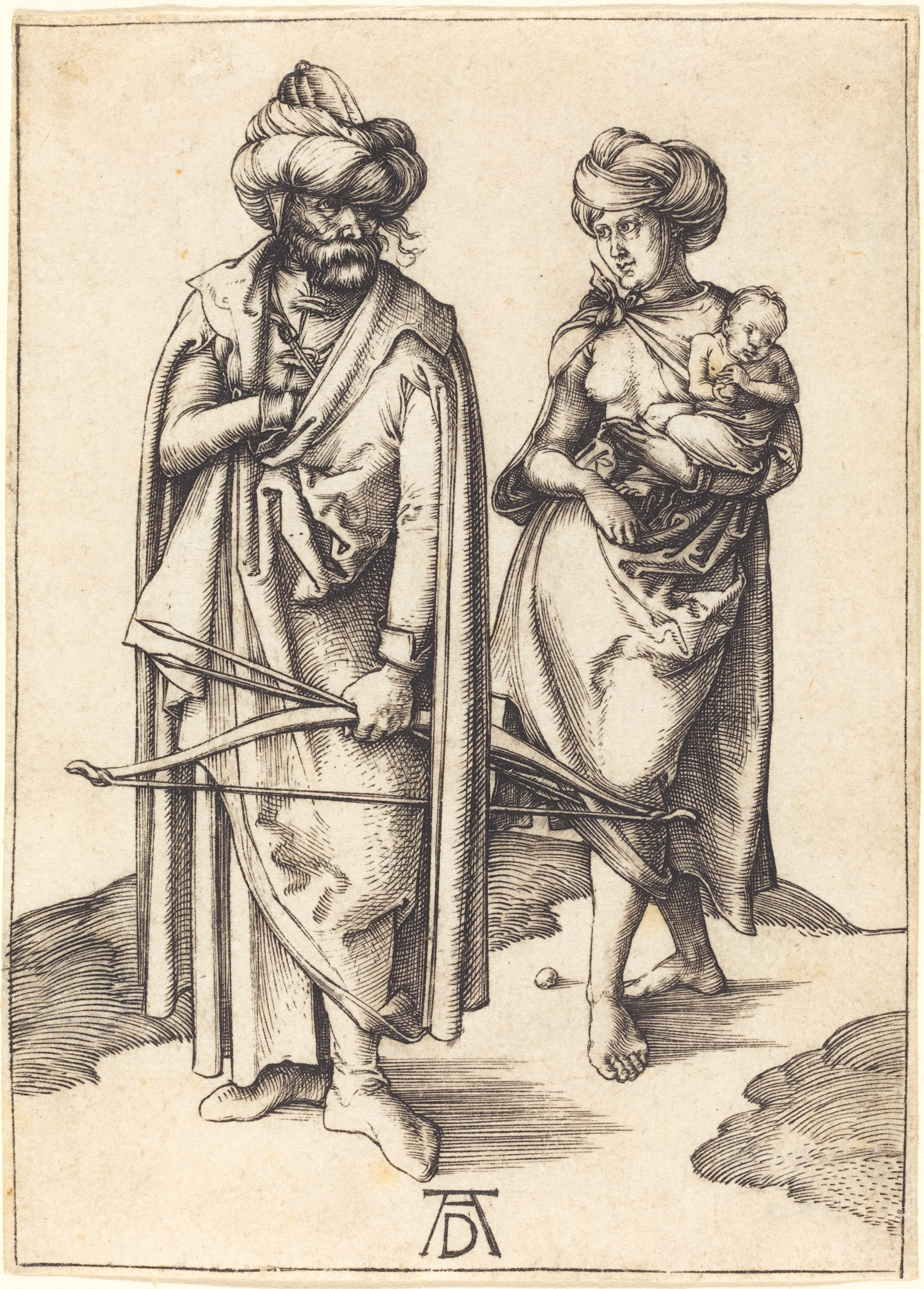
Восточная семья, гравюра Альбрехт Дюрер, ок. 1496
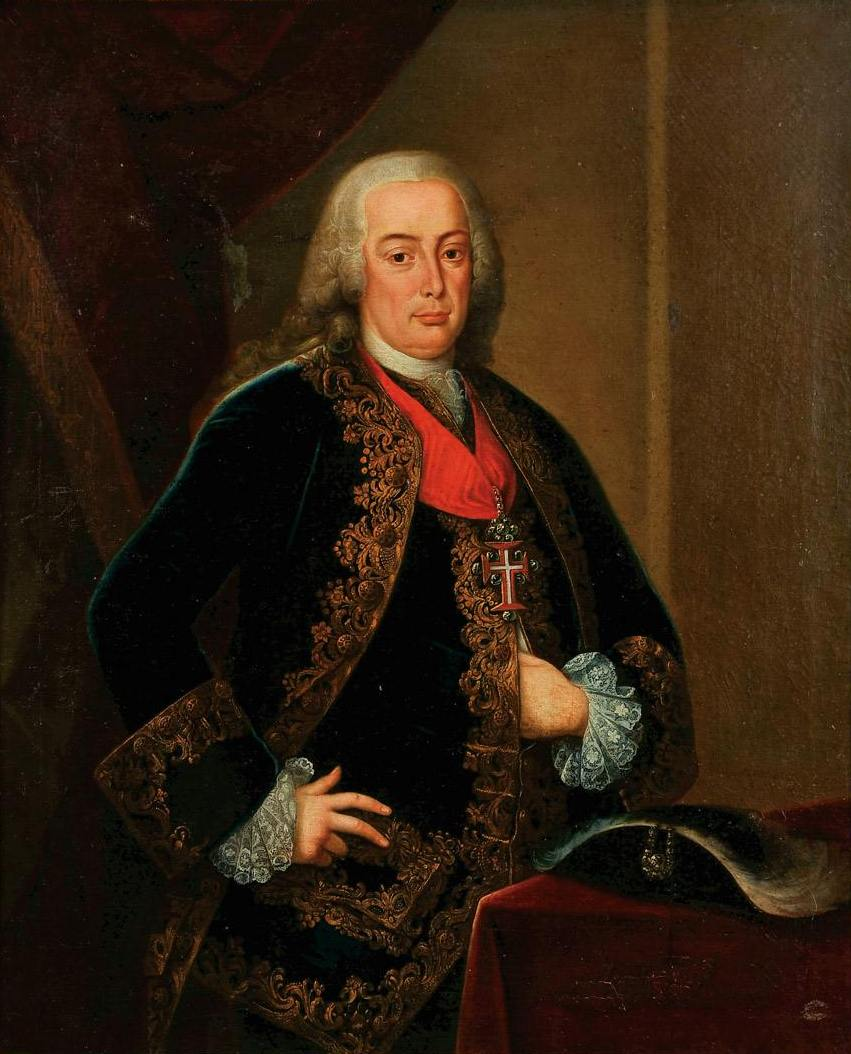
Маркиз де Помбал, португальский политик
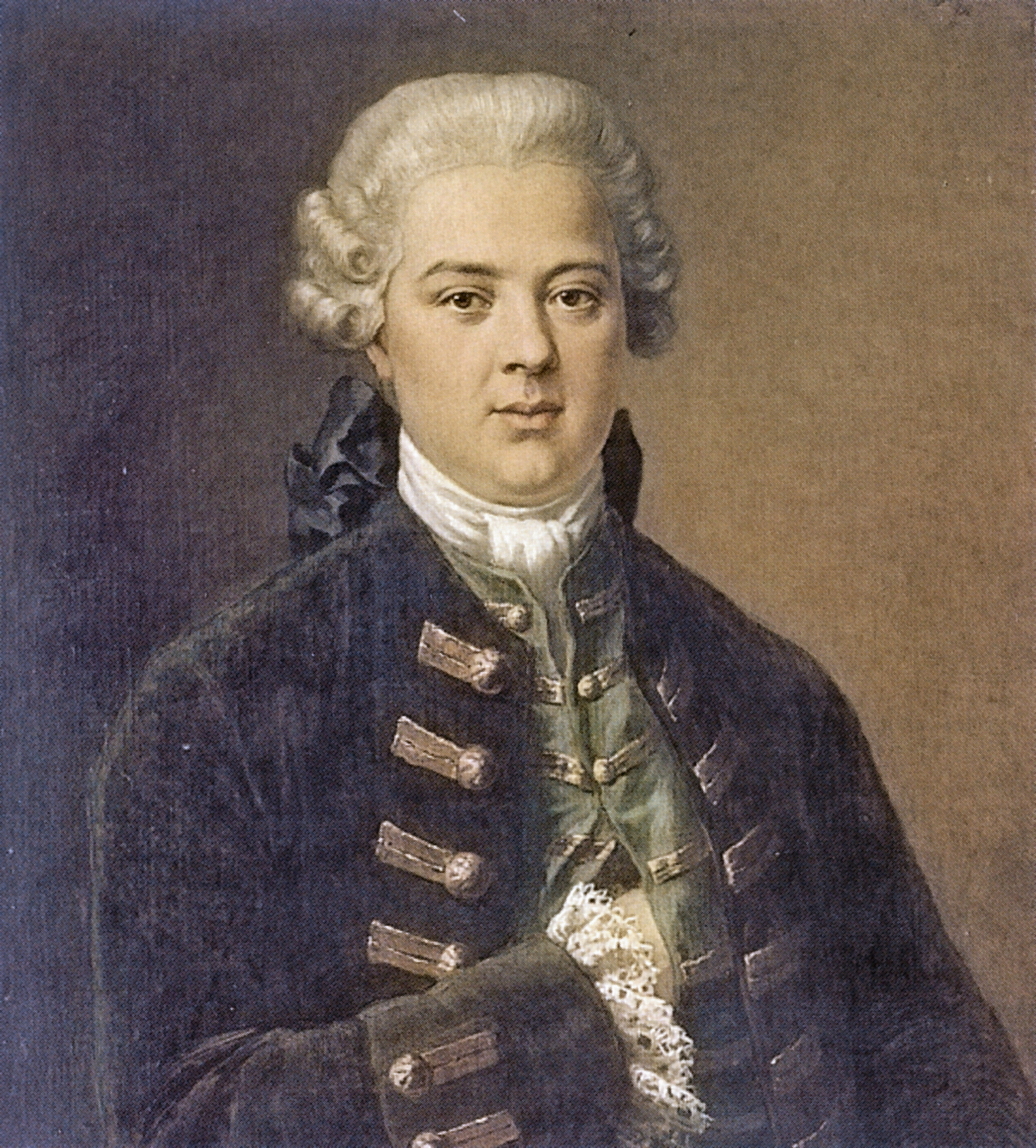
Иоганн Хинрих Госслер[англ.], гамбургский банкир
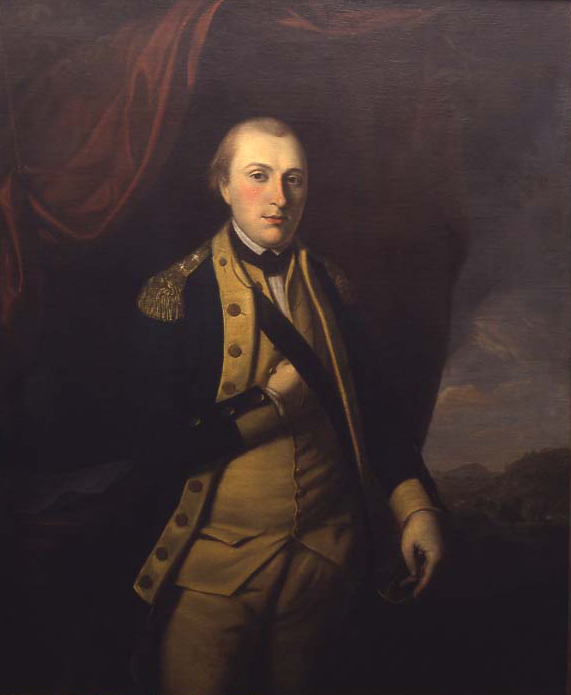
Генерал Лафайет
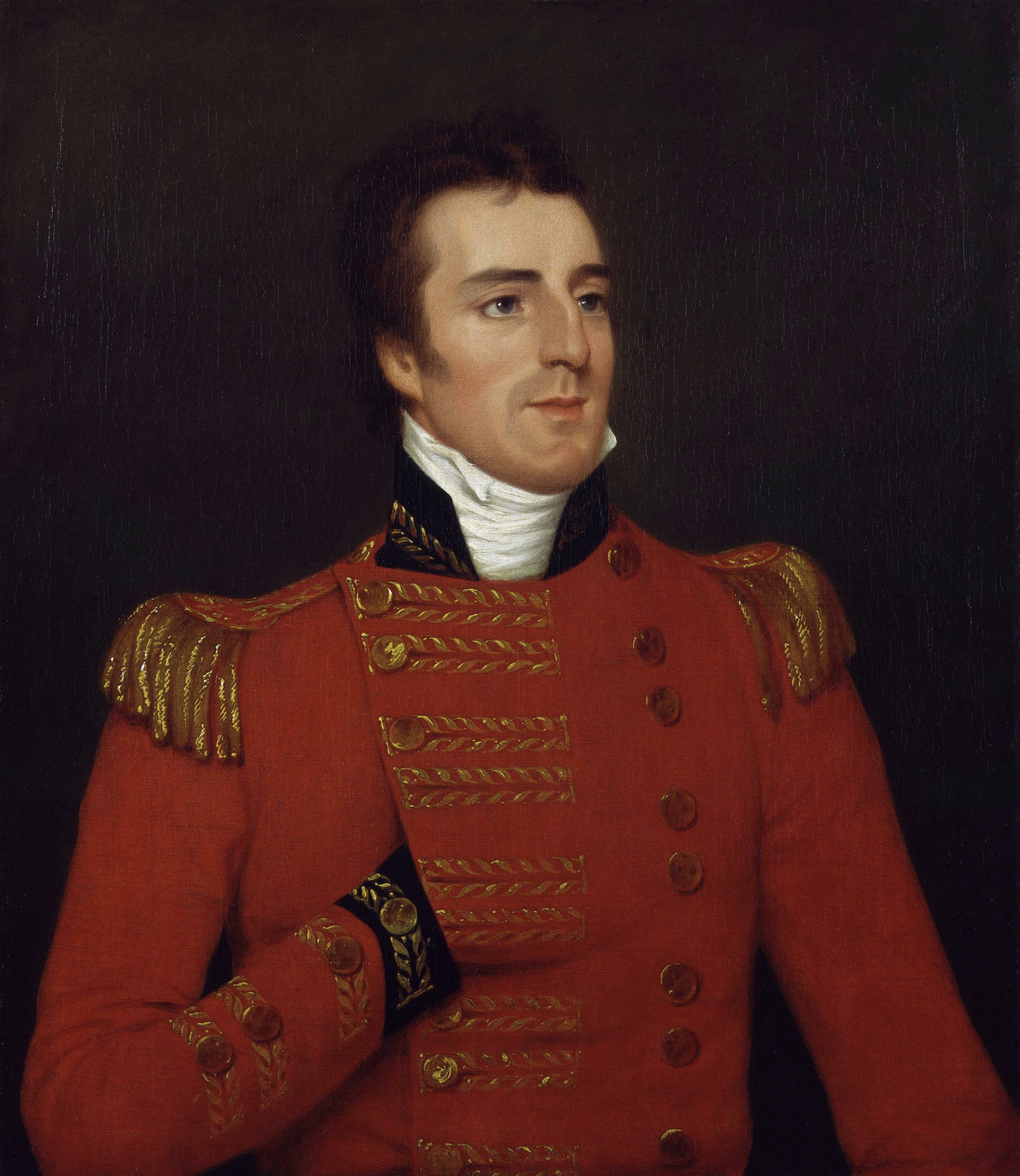
Артур Уэлсли, 1-й герцог Веллингтон
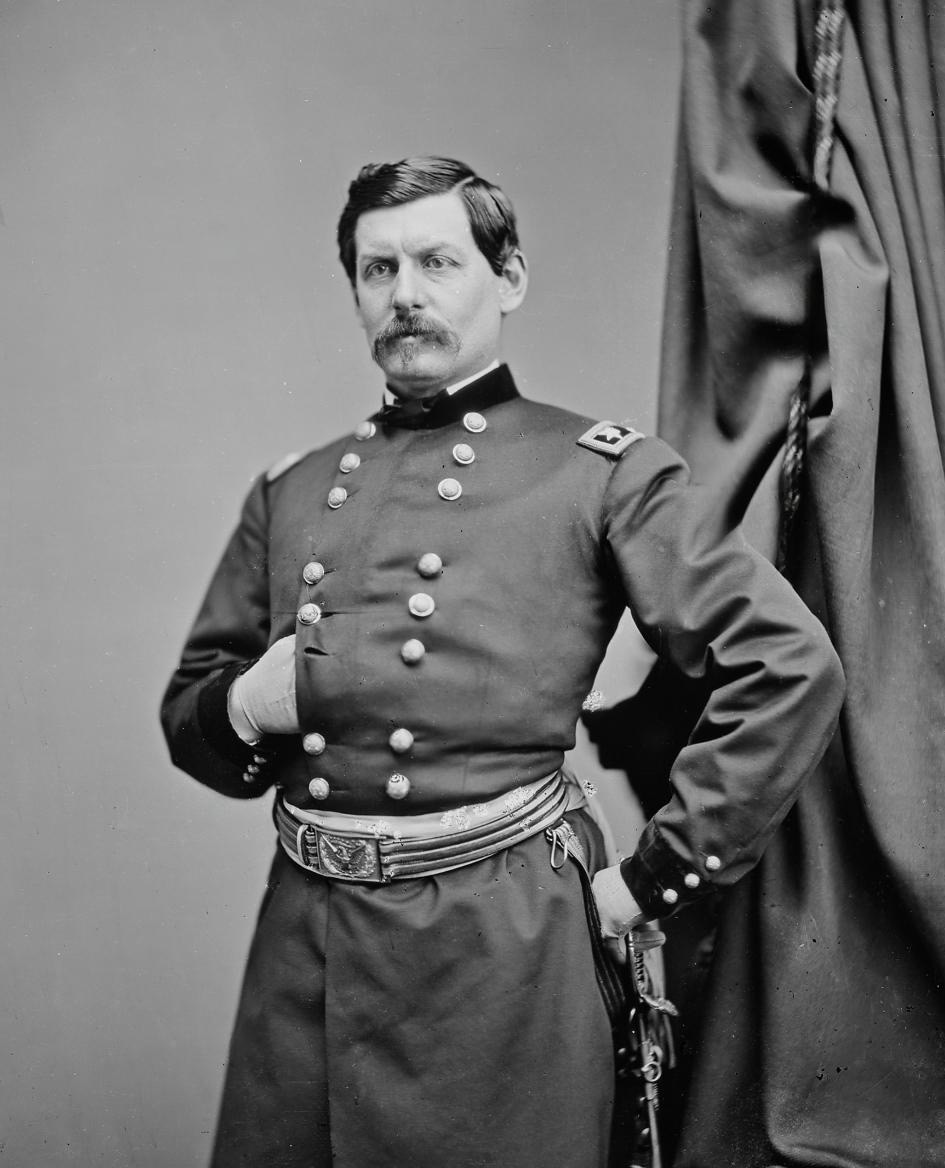
Джордж Макклеллан
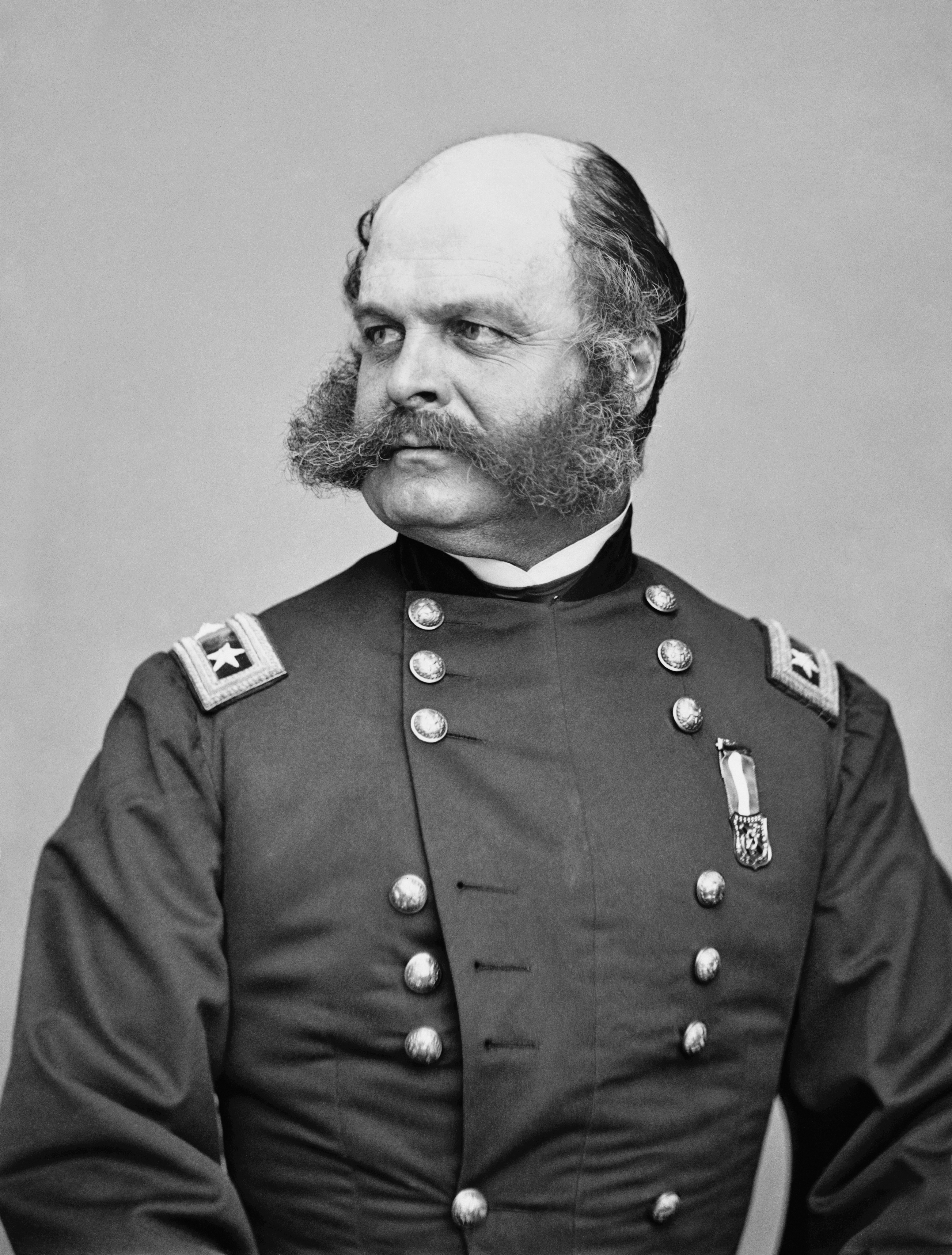
Генерал Эмброуз Бернсайд с расстёгнутыми пуговицами мундира
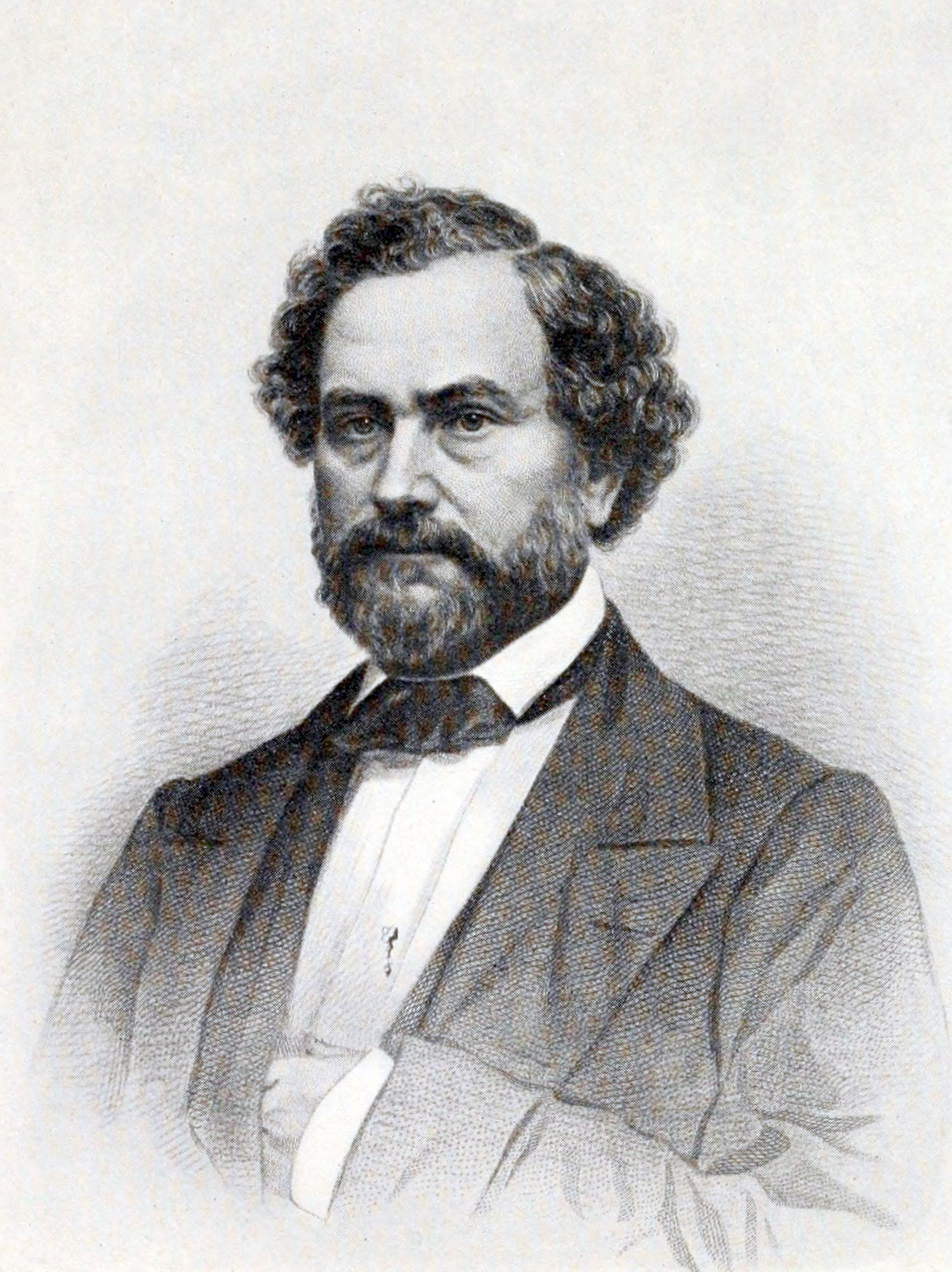
Сэмюэл Кольт
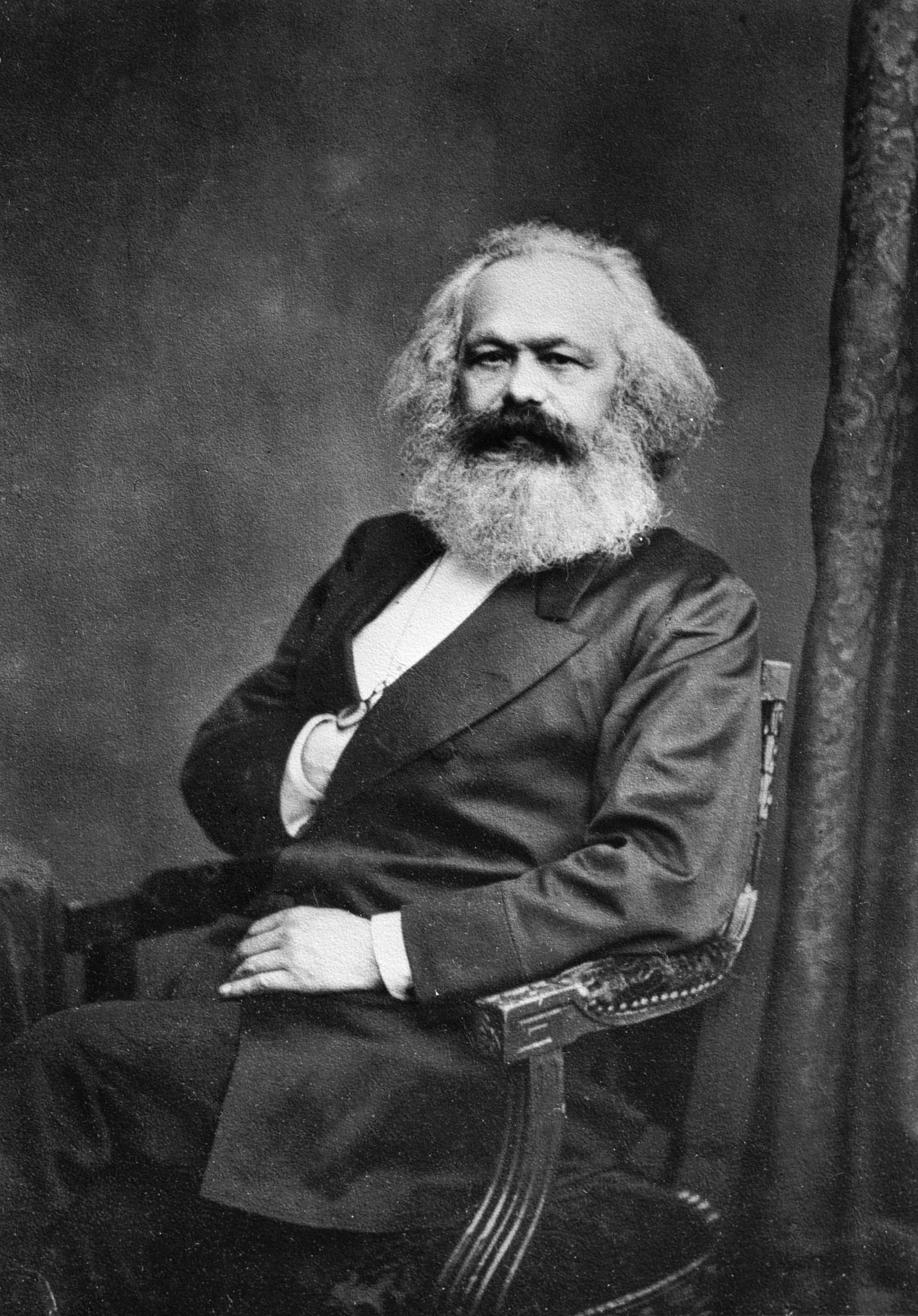
Карл Маркс
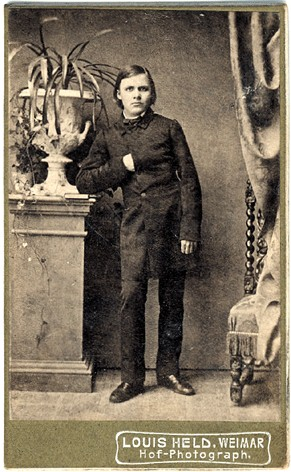
Фридрих Ницше в возрасте 17 лет
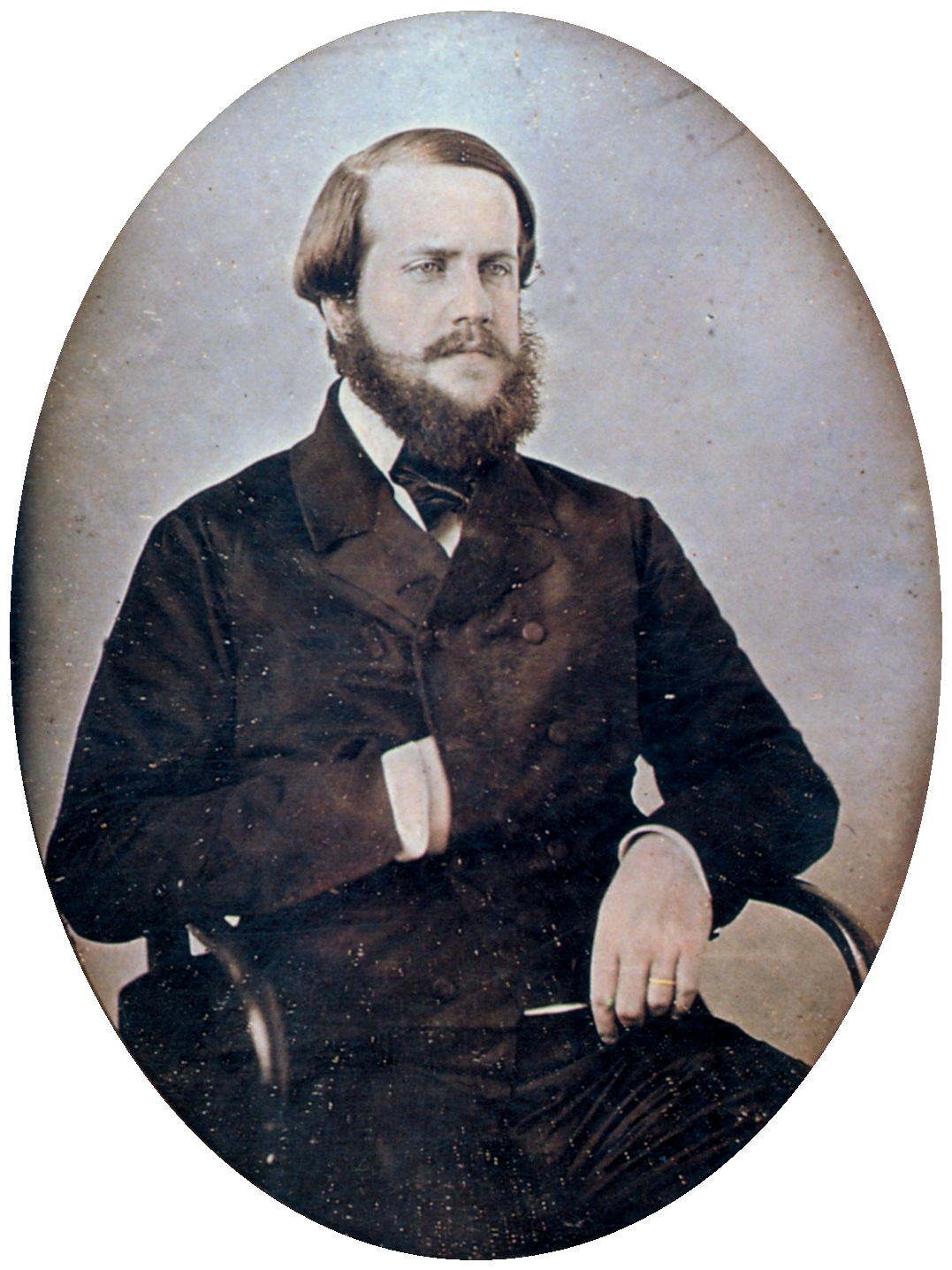
Император Бразилии Педру II
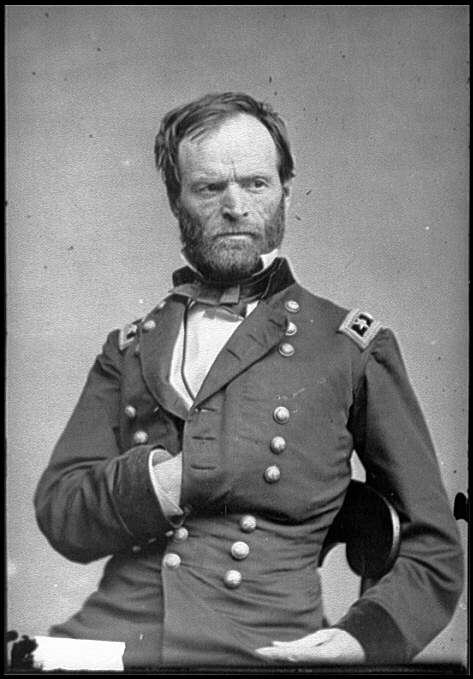
Уильям Текумсе Шерман
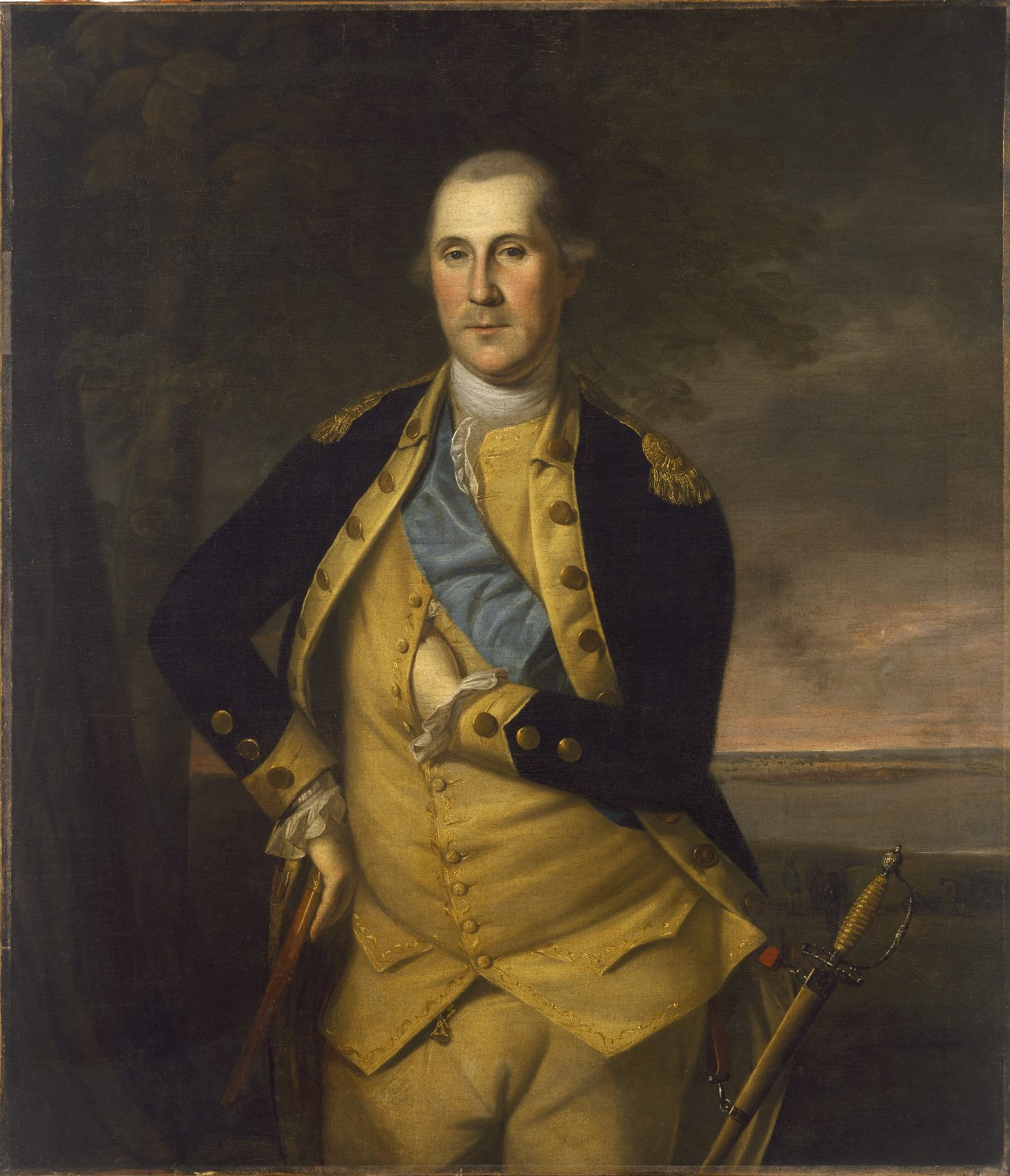
Джордж Вашингтон
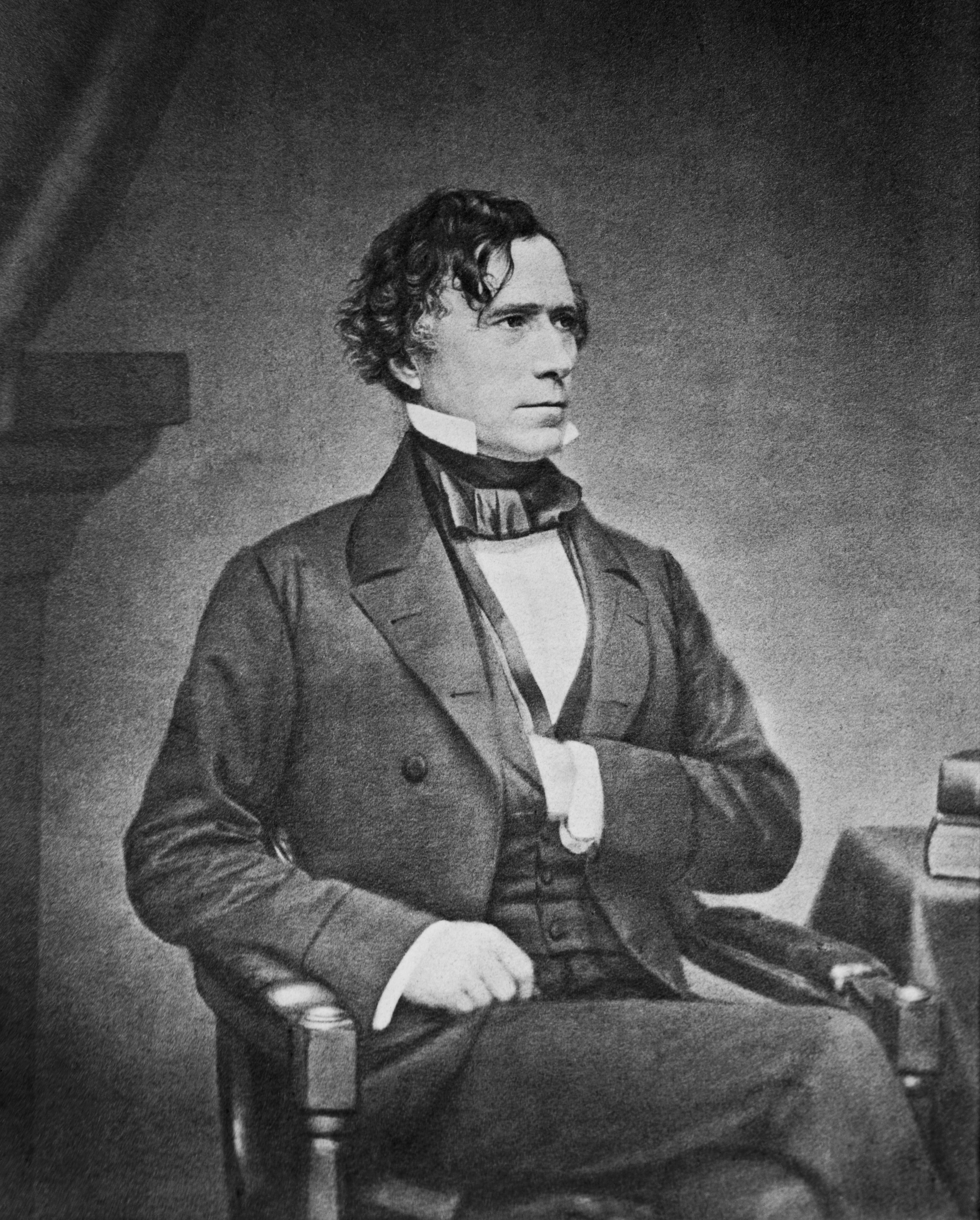
Франклин Пирс, президент США
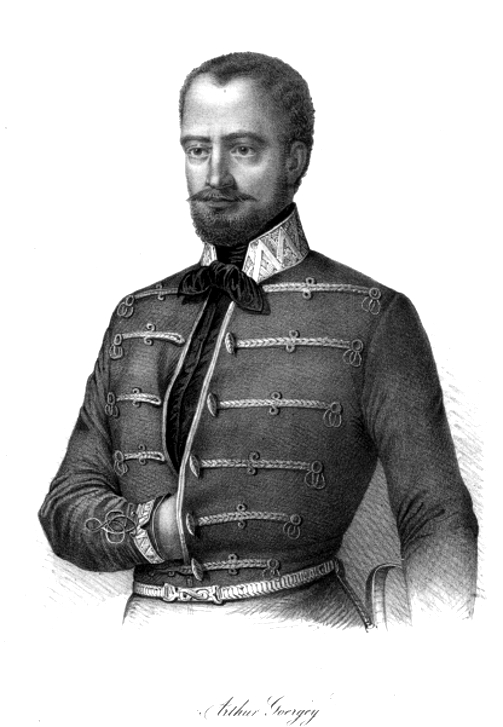
Венгерский генерал Артур Гёргей